# Jewhenij Makarenko
Jewhenij Ołeksandrowycz Makarenko, ukr. Євгеній Олександрович Макаренко (ur. 21 maja 1991 w Kijowie) – ukraiński piłkarz grający na pozycji obrońcy, reprezentant Ukrainy.

## Kariera piłkarska

### Kariera klubowa
Wychowanek Szkoły Piłkarskiej Dynama Kijów, barwy którego bronił w juniorskich mistrzostwach Ukrainy (DJuFL). Karierę piłkarską rozpoczął 18 lipca 2010 w drugiej drużynie Dynama. W lipcu 2012 roku został wypożyczony do Howerły Użhorod, w którym występował do 31 maja 2013 roku. 14 lipca 2012 debiutował w Premier-lidze w meczu z Czornomorcem Odessa. W styczniu 2017 po wygaśnięciu kontraktu opuścił Dynamo. 2 sierpnia 2017 podpisał kontrakt z belgijskim KV Kortrijk. 14 kwietnia 2018 podpisał kontrakt z Anderlechtem. 31 stycznia 2020 wrócił do KV Kortrijk, ale już na zasadach wypożyczenia.

### Kariera reprezentacyjna
W 2012 był zawodnikiem młodzieżowej reprezentacji Ukrainy. 5 marca 2014 zadebiutował w reprezentacji Ukrainy w spotkaniu towarzyskim z USA.